# فمیلی‌سرچ
فمیلی‌سرچ (انگلیسی: FamilySearch) یک سازمان غیرانتفاعی و وبگاه است که سوابق تبارشناسی، آموزش‌ها و نرم‌افزارهایی را در اختیار کاربران قرار می‌دهد. این وبگاه توسط کلیسای عیسی مسیح مقدسین آخرین زمان (کلیسای LDS) اداره می‌شود و بخشی از دپارتمان تاریخچه خانوادگی (FHD) کلیسا است. دپارتمان تاریخچه خانوادگی در ابتدا در سال ۱۸۹۴ تحت نام انجمن تبارشناسی یوتا (GSU) تأسیس شد و اکنون بزرگ‌ترین سازمان تبارشناسی در دنیا به‌شمار می‌رود.